# Nigel Boocock
Nigel Boocock (ur. 17 września 1937 w Wakefield, zm. 3 kwietnia 2015) – brytyjski żużlowiec.

## Życiorys

### Kariera sportowa
Pomiędzy 1962 a 1972 dziewięciokrotnie zakwalifikował się do finałów indywidualnych mistrzostw świata, najlepszy wynik osiągając w 1969 r. w Londynie, gdzie zajął IV miejsce. Siedmiokrotnie uczestniczył w finałach drużynowych mistrzostw świata, zdobywając 6 medali: złoty (Londyn 1968), trzy srebrne (Göteborg 1960, Rybnik 1969, Londyn 1970) oraz dwa brązowe (Abensberg 1964, Kempten (Allgäu) 1965). W 1970 r. zdobył w Malmö (wspólnie ze swoim bratem, Erikiem) brązowy medal mistrzostw świata par. Czterokrotnie zdobył medale indywidualnych mistrzostw Wielkiej Brytanii: trzy srebrne (Londyn 1965, Londyn 1969, Coventry 1972) oraz brązowy (cykl turniejów 1963).
W lidze brytyjskiej reprezentował kluby z Bradford (1955–1957), Birmingham (1957), Ipswich (1958), Coventry (1959–1976), Bristolu (1977–1978), Canterbury (1979), Exeter (1979–1980) i Swindon (1980).

### Życie prywatne
Brat Erika Boococka, również żużlowca.